# Cryptus delineatus
Cryptus delineatus là một loài tò vò trong họ Ichneumonidae.